# Diecéze Amaura
Diecéze Amaura je titulární diecéze římskokatolické církve.

## Historie
Amaura, identifikovatelná s Amoura v dnešním Alžírsku, je starobylé biskupské sídlo nacházející se v římské provincii Mauretania Caesariensis.
Jediným známým biskupem této diecéze je Urbanus, který byl mezi biskupy, které roku 484 pozval vandalský král Hunerich.
Dnes je diecéze využívána jako titulární biskupské sídlo; současným titulárním biskupem je Norbert Werbs, emeritní pomocný biskup arcidiecéze Hamburg.

## Seznam biskupů
- Urbanus (zmíněn roku 484)

## Seznam titulárních biskupů
- Étienne-Auguste-Germain Loosdregt, O.M.I. (1952–1980)
- Norbert Werbs (od 1981)